# Vrtača Bimma
Havijat Nadžm (arabsko هوية نجم, Hawiyyat Naǧm), tudi vrtača Bimma, je vrtača na severovzhodni obali sultanata Oman, blizu kraja Sur. Vrtača leži na abrazijski ploščadi eocenskega apnenca in je ovalnega obrisa. Vodna gladina ima premer okoli 40 metrov, razdalja od zgornjega roba vrtače do vodne gladine je približno 20 metrov.

## Lega
Havijat Nadžm je na severovzhodni obali Omanskega zaliva, približno 500 metrov od obale ob vznožju gorovja Hadžar v vilajet Quriat v governoratu Maskat. Je približno 120 kilometrov oddaljena od [[Maskat]ga, na avtocesti 17 na pol poti do Sura, blizu vasi Bimma. Je v ograjenem, parku podobnem območju, parku Havijat Nadžm, opremljenem z javnim straniščem in klopmi. Betonsko stopnišče vodi do bistre, turkizne vode. Dovoljeno je kopanje, snorkljanje in potapljanje. Zunaj so parkirna mesta, vstop in parkiranje je brezplačno.

## Geologija
Eocenski apnenec je prekrit s približno 5 m debelo trdo plastjo utrjenega proda. Deževnica in podtalnica sta počasi raztapljali mehak apnenec pod zemljo. Vrtača je nastala z vdrtjem pokrovne kamnine. Približno 70 odstotkov dna je pokritega z vodo. Vrtača je povezana z oceanom prek jamskega sistema, zato je voda v ponoru slana, vendar ima nižjo slanost kot bližnje morje, ker se meša s podtalnico. Na globini približno 10 metrov je rjavo-oranžna termoklina debeline približno 2 metra z vidljivostjo manj kot en meter. Pod tem je voda spet čista. V jami je vodilna črta, ki označuje pot. Odprto morje je mogoče doseči na globini vode približno 60 metrov. Zaradi velike globine je to omogočeno le usposobljenim jamskim potapljačem. Zgornje predele lahko raziskujejo tudi dobro izurjeni potapljači.

## Legenda
Obstaja legenda, da je vrtača nastala zaradi trka meteorita. Arabsko ime Havijat Nadžm pomeni »padajoča zvezda«. Druga možnost je, da je bila vrtača ustvarjena z udarcem kosa lune.  Arabsko alternativno ime Bait al Afreet pomeni »hiša demonov«.

## Galerija
- Vrtača Bimma
- Notranjost vrtače
- Pogled na in pod vodno gladino v vrtači
- Opis Podpiši nastanka vrtače
- Vrtača z gorovjem Hadžar v ozadju